# Von Mangoldtova funkcija
Von Mangoldtova funkcija je v matematiki aritmetična funkcija, imenovana po nemškem matematiku Hansu von Mangoldtu. Von Mangoldt je funkcijo uvedel leta 1894. Funkcija je zgled pomembne aritmetične funkcije, ki ni ne aditivna in ne multiplikativna.

## Definicija
Von Mangoldtova funkcija, označena kot {\displaystyle \Lambda (n)\!\,}, je definirana kot:
{\displaystyle \Lambda (n)={\begin{cases}\ln p&{\text{če je }}n=p^{k}{\text{ za poljubno praštevilo }}p{\text{ in celo število }}k\geq 1,\\0&{\text{drugače.}}\end{cases}}\!\,}
Tu je {\displaystyle \ln p\!\,} naravni logaritem praštevila {\displaystyle p\!\,}. Vrednosti funkcije {\displaystyle \Lambda (n)\!\,} za prvih devet pozitivnih celih števil (to je naravnih števil) so (OEIS A014963):
{\displaystyle 0,\ln 2,\ln 3,\ln 2,\ln 5,0,\ln 7,\ln 2,\ln 3\!\,.}
Seštevalna von Mangoldtova funkcija {\displaystyle \psi (x)\!\,}, znana tudi kot druga funkcija Čebišova, je definirana kot:
{\displaystyle \psi (x)=\sum _{n\leq x}\Lambda (n)\!\,.}
Uvedba von Mangoldotove funkcije je omogočila strogi dokaz za eksplicitno formulo za {\displaystyle \psi (x)\!\,} vključno z vsoto čez netrivialne ničle Riemannove funkcije ζ. To je bil pomemben del prvega dokaza praštevilskega izreka.

## Značilnosti
Za von Mangoldtovo funkcijo velja enakost:
{\displaystyle \ln n=\sum _{d\mid n}\Lambda (d)\!\,.}
Vsota poteka čez vsa cela števila {\displaystyle d\!\,}, ki delijo {\displaystyle n\!\,}. To dokaže osnovni izrek aritmetike, saj so členi, ki niso potence praštevil, enaki 0. Naj je na primer {\displaystyle n=12=2^{2}\cdot 3\!\,}. Potem sledi:
{\displaystyle {\begin{aligned}\sum _{d\mid 12}\Lambda (d)&=\Lambda (1)+\Lambda (2)+\Lambda (3)+\Lambda (4)+\Lambda (6)+\Lambda (12)\\&=\Lambda (1)+\Lambda (2)+\Lambda (3)+\Lambda \left(2^{2}\right)+\Lambda (2\cdot 3)+\Lambda \left(2^{2}\cdot 3\right)\\&=0+\ln 2+\ln 3+\ln 2+0+0\\&=\ln(2\cdot 3\cdot 2)\\&=\ln(12)\!\,.\end{aligned}}}
Po Möbiusovem obratu velja:
{\displaystyle \Lambda (n)=-\sum _{d\mid n}\mu (d)\ln(d)\!\,.}

## Dirichletove vrste
Von Mangoldtova funkcija je pomembna v teoriji Dirichletovih vrst in še posebej Riemannove funkcije ζ. Velja na primer:
{\displaystyle \ln \zeta (s)=\sum _{n=2}^{\infty }{\frac {\Lambda (n)}{\ln(n)}}\,{\frac {1}{n^{s}}},\qquad \Re (s)>1\!\,.}
Logaritemski odvod je potem:
{\displaystyle {\frac {\zeta ^{\prime }(s)}{\zeta (s)}}=-\sum _{n=1}^{\infty }{\frac {\Lambda (n)}{n^{s}}}\!\,.}
To so posebni primeri splošnejše povezave na Dirichletove vrste. Če velja:
{\displaystyle F(s)=\sum _{n=1}^{\infty }{\frac {f(n)}{n^{s}}}\!\,}
za popolnoma multiplikativno funkcijo {\displaystyle f(n)\!\,} in vrsta konvergira za {\displaystyle \Re (s)>\sigma _{0}\!\,}, razmerje:
{\displaystyle {\frac {F^{\prime }(s)}{F(s)}}=-\sum _{n=1}^{\infty }{\frac {f(n)\Lambda (n)}{n^{s}}}\!\,}
konvergira za {\displaystyle \Re (s)>\sigma _{0}\!\,}.

## Funkcija Čebišova
Druga funkcija Čebišova {\displaystyle \psi (x)\!\,} je seštevalna funkcija von Mangoldtove funkcije:
{\displaystyle \psi (x)=\sum _{p^{k}\leq x}\ln p=\sum _{n\leq x}\Lambda (n)\!\,.}
Mellinova transformacija funkcije Čebišova se lahko izpelje s pomočjo Perronove formule:
{\displaystyle {\frac {\zeta ^{\prime }(s)}{\zeta (s)}}=-s\int _{1}^{\infty }{\frac {\psi (x)}{x^{s+1}}}\,\mathrm {d} x\!\,,}
ki velja za {\displaystyle \Re (s)>1\!\,}.

## Eksponentna vrsta
Hardy in Littlewood sta raziskovala vrsto:
{\displaystyle F(y)=\sum _{n=2}^{\infty }\left(\Lambda (n)-1\right)e^{-ny}\!\,}
v limiti {\displaystyle y\to 0^{+}\!\,}. Če sta privzela veljavnost Riemannove domneve, sta pokazala, da velja:
{\displaystyle F(y)=O\left({\frac {1}{\sqrt {y}}}\right)\quad {\text{ in }}\quad F(y)=\Omega _{\pm }\left({\frac {1}{\sqrt {y}}}\right)\!\,.}
Še posebej ta funkcija oscilira z divergirajočimi oscilacijami – obstaja takšna vrednost {\displaystyle K>0\!\,}, da obe neenakosti: 
{\displaystyle F(y)<-{\frac {K}{\sqrt {y}}},\quad {\text{ in }}\quad F(z)>{\frac {K}{\sqrt {z}}}\!\,}
veljata nekončno mnogokrat v poljubni okolici 0. Graf na desni prikazuje, da to obnašanje sprava ni numerično očitno: oscilacije niso jasno vidne dokler se ne najde vsota vrste s 100 milijoni členi, ter je le takoj vidna, ko je {\displaystyle y<10^{-5}\!\,}.

## Rieszeva sredina
Rieszeva sredina von Mangoldtove funkcije je dana z:
{\displaystyle {\begin{aligned}\sum _{n\leq \lambda }\left(1-{\frac {n}{\lambda }}\right)^{\delta }\Lambda (n)&=-{\frac {1}{2\pi i}}\int _{c-i\infty }^{c+i\infty }{\frac {\Gamma (1+\delta )\Gamma (s)}{\Gamma (1+\delta +s)}}{\frac {\zeta ^{\prime }(s)}{\zeta (s)}}\lambda ^{s}\,\mathrm {d} s\\&={\frac {\lambda }{1+\delta }}+\sum _{\rho }{\frac {\Gamma (1+\delta )\Gamma (\rho )}{\Gamma (1+\delta +\rho )}}+\sum _{n}c_{n}\lambda ^{-n}\!\,.\end{aligned}}}
Tu sta {\displaystyle \lambda \!\,} in {\displaystyle \delta \!\,} števili, ki označujeta Rieszevo sredino. Treba je vzeti {\displaystyle c>1\!\,}. Vsota čez {\displaystyle \rho \!\,} je vsota čez netrivialne ničle Riemannove funkcije ζ, 
{\displaystyle \sum _{n}c_{n}\lambda ^{-n}\!\,}
pa se lahko pokaže, da je konvergentna vrsta za {\displaystyle \lambda >1\!\,}.

## Aprokcimacija z ničlami Riemannove funkcijeζ
Obstaja eksplicitna formula za seštevalno von Mangoldtovo funkcijo {\displaystyle \psi (x)\!\,}:
{\displaystyle \psi (x)=x-\sum _{\zeta (\rho )=0}{\frac {x^{\rho }}{\rho }}-\ln(2\pi )\!\,.}
Če se ločijo trivialne ničle Riemannove funkcije ζ, ki so negativna soda cela števila, velja:
{\displaystyle \psi (x)=x-\sum _{\zeta (\rho )=0,\ \Re (\rho )>0}{\frac {x^{\rho }}{\rho }}-\ln(2\pi )-{\frac {1}{2}}\ln(1-x^{-2})\!\,.}
Z odvajanjem obeh strani in neupoštevanjem problema konvergence, se dobi »enakost« porazdelitev:
{\displaystyle \sum _{q=p^{r}}\Lambda (q)\delta (x-q)=1-\sum _{\zeta (\rho )=0,\ \Re (\rho )>0}{\frac {x^{\rho }}{x}}+{\frac {1}{x-x^{3}}}\!\,.}
Tako se lahko pričakuje, da imajo vsote čez netrivialne ničle Riemannove funkcije ζ:
{\displaystyle -\sum _{\zeta (\rho )=0,\ \Re (\rho )>0}{\frac {x^{\rho }}{x}}\!\,}
vrhove pri praštevilih. Dejansko je tako, kar se lahko vidi na grafu, in se lahko tudi preveri z izračunom.
Fourierova transformacija von Mangoldtove funkcije da spekter z vrhovi na osi {\displaystyle x\!\,}, ki predstavljajo imaginarne dele netrivialnih ničel Riemannove funkcije ζ. To se včasih imenuje dualnost.